# Спасо-Преображенский собор (Тверь)
Собор Преображения Господня (Спа́со-Преображе́нский собо́р) — православный храм в Твери, кафедральный собор Тверской епархии. Был построен в 1689—1696 годах на месте собора 1285—1290 годов. Разрушен в 1935 году. Воссоздан в 2014—2024 годах.

## История
На месте собора существовала деревянная церковь во имя святых Козьмы и Дамиана, в которой в 1271 году было погребено тело князя Ярослава Ярославича. В 1286 году при великом князе Михаиле Ярославиче и при первом тверском епископе Симеоне здесь был заложен каменный соборный храм во имя Спаса Преображения, простоявший 350 лет.

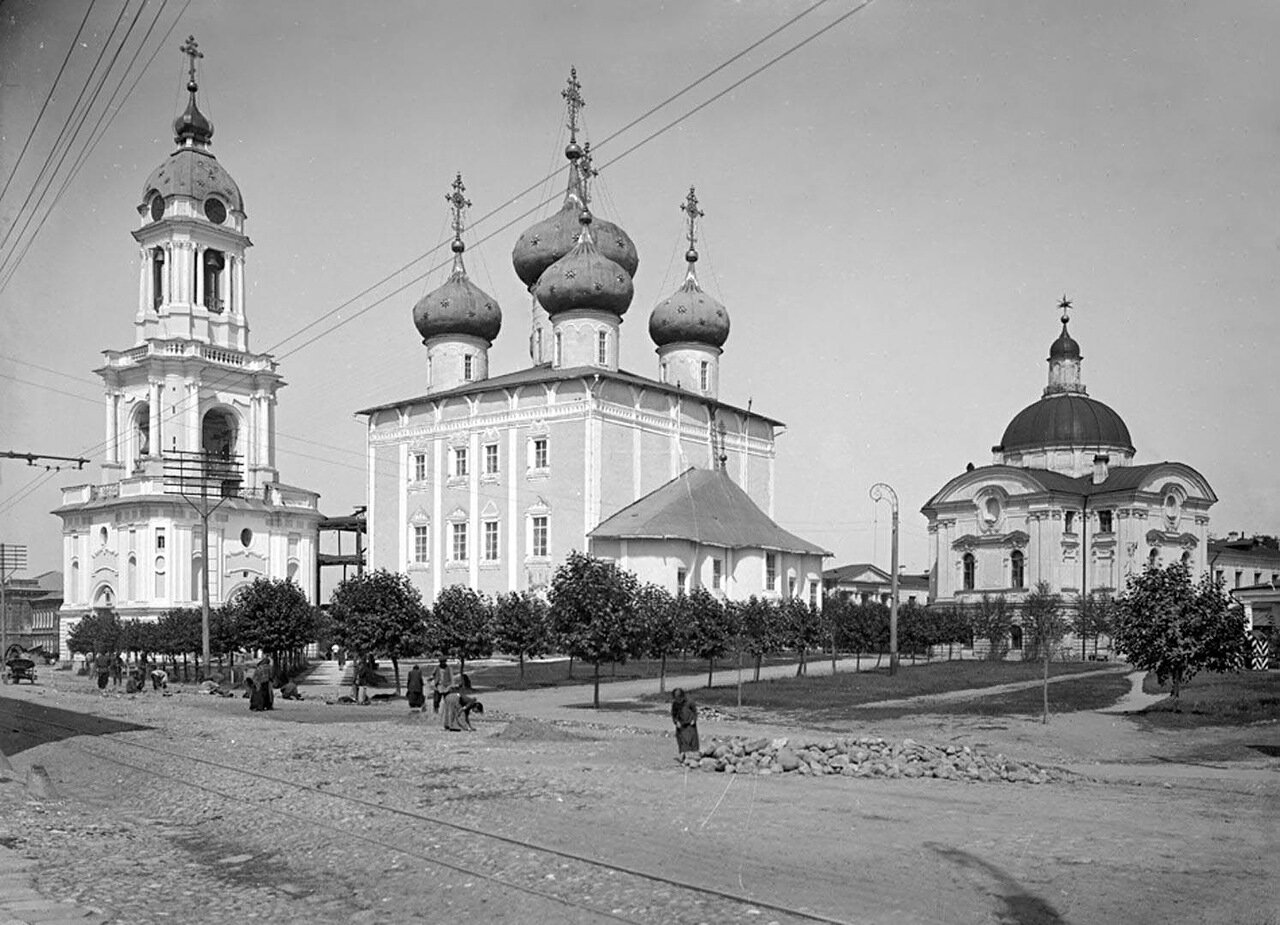
Вид на Спасо-Преображенский собор, 1903.

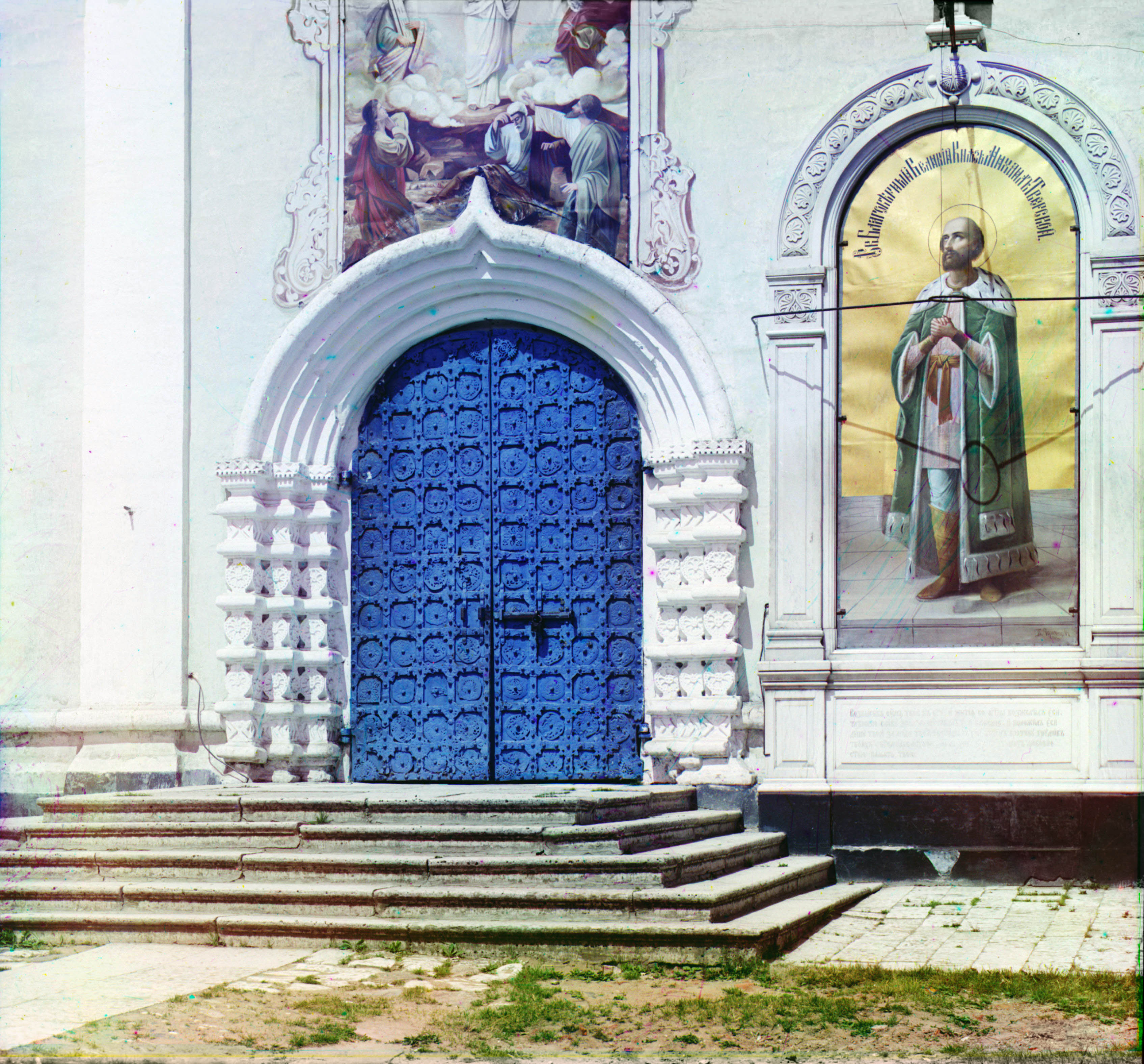
Ворота собора, 1910.

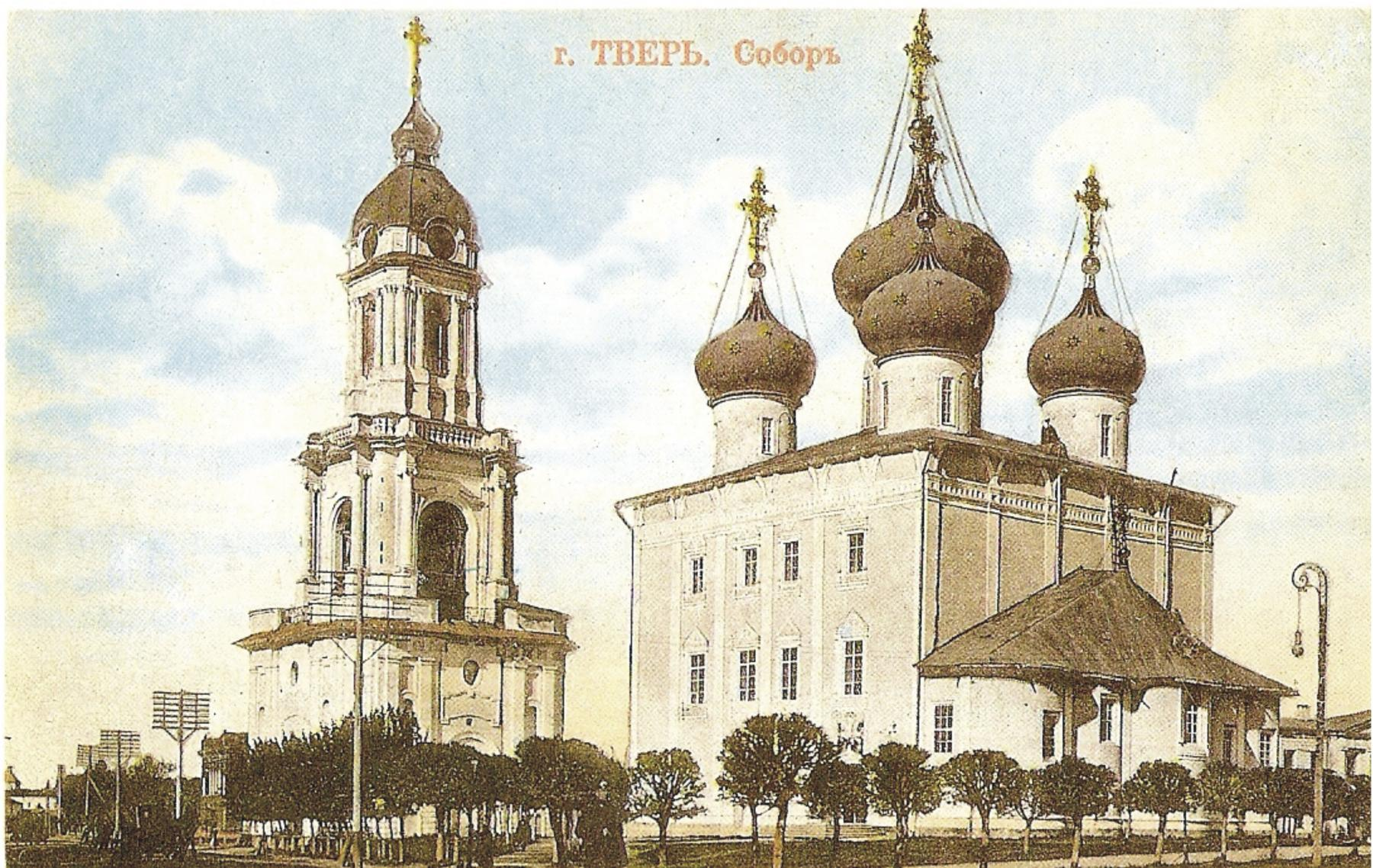
Собор в 1912 году

Он был первым городским белокаменным собором на Руси, построенным после монгольского нашествия. В 1344—1359 годах в соборе были установлены позолоченные медные врата, а полы были выстланы цветными майоликовыми плитками. В 1382 году золотом покрыли купол собора, после чего храм часто именуется в летописях как «Святой Спас Златоверхий». С 1289 года Спасо-Преображенский собор стал усыпальницей местных князей.
В годы польско-литовского нашествия после всех опустошений и разграблений древний собор «пришёл в такую ветхость, что грозил падением». На месте старого архиепископом Евфимием был построен новый Спасо-Преображенский собор, освящённый в 1635 году. Этот (второй) храм простоял до пожара 1661 года, после которого был разобран до основания. Следующий храм на этом месте был выстроен при архиепископе Сергии из старицкого белого камня в 1689—1696 годах и постоянно «поновлялся усердием богатых прихожан», так что, по словам Аполлона Григорьева, к середине XIX века получил «общий, казённый характер».
В 1753 году к юго-западу от собора была воздвигнута трёхъярусная колокольня. В 1774 году при архиепископе Платоне стены собора были украшены живописью. В 1848—1854 гг. её возобновили, а столбы собора обделали под мрамор. С запада к собору было пристроено каменное крыльцо. На колокольне был установлен колокол весом более 16 тонн, звук которого был слышен в любой точке города. На колокольне, чуть ниже купола, были устроены новые часы с четырьмя циферблатами, смотревшими на все стороны света. Циферблаты, диаметром около двух метров каждый, были окрашены в тёмно-синий цвет, на фоне которого ярко выделялись позолоченные цифры и стрелки.
В 1934 году по распоряжению советских властей Спасо-Преображенский собор решили уничтожить. Сам собор был взорван в ночь с 3 на 4 апреля 1935 года. В 1937 году на его месте был разбит сквер со скульптурой Сталина и Ленина посередине. В октябре 1941 года здесь было устроено немецкое кладбище, которое было ликвидировано после освобождения города. После войны сквер был восстановлен, а посреди него был воздвигнут памятник Калинину.

## Восстановление храма
С 1992 существовали планы восстановления собора. С 22 августа по 4 сентября 1992 года были проведены разведочные архитектурно-археологические раскопки остатков собора. По словам архиепископа Тверского и Кашинского Виктора, сохранились фотографии, чертежи и обмеры храма, а также часть икон, что дало возможность восстановить его в историческом виде.
Восстановление храма по старым чертежам началось 20 декабря 2014 года. В ходе раскопок были обнаружены и законсервированы фундаменты старого четверика и колокольни, а также южное крыльцо.
Планировалось, что они и далее будут доступны для обозрения. К марту 2015 года был залит фундамент нового собора.
К августу 2019 года Преображенский собор был отстроен вчерне (из кирпича и железобетона), установлены купола и кресты, завершены предварительные штукатурные работы на фасаде. Сбор средств на проведение работ вёлся усилиями благотворительного фонда «Собор» при поддержке неравнодушных земляков.
Врата собора, запечатлённые на снимке Сергея Прокудина-Горского 1910 года, хранятся ныне в московском Музее архитектуры им. А. В. Щусева.
21 июля 2024 года Патриарх Кирилл возглавил чин великого освящения воссозданного кафедрального Спасо-Преображенского собора и Божественную литургию в новоосвященном храме.
В августе 2025 года началось воссоздание колокольни Спасо-Преображенского собора.